# Oszkár Frey
Oszkár Frey (Budapeste, 22 de abril de 1953) é um ex-canoísta húngaro especialista em provas de velocidade.

## Carreira
Foi vencedor das medalhas de bronze em C-2 1000 m e C-2 500 m em Montreal 1976, junto com o seu colega de equipa Tamás Buday.